# Ernst Leitner (Leichtathlet)
Ernst Leitner (* 27. Oktober 1912 in Niklasdorf als Ernest Leitner; † unbekannt) war ein österreichischer Hürdenläufer.

## Leben
Ernst Leitner wurde am 27. Oktober 1912 als Sohn von Mathäus Leitner (* 14. September 1891 in Deutschfeistritz; † 3. März 1927) und dessen Ehefrau Johanna (geborene Baumann; * 8. Mai 1893 in Eisenerz; † 23. Oktober 1970 ebenda) in Niklasdorf geboren und am 30. Oktober 1912 auf den Namen Ernest getauft. Seine Eltern hatten am 17. September 1916 in Neuhaus an der Triesting geheiratet. Ein Bruder Ernsts war Mathias Leitner (geborener Baumann; * 19. November 1911 in Graz; † 23. Februar 1971 in Linz).
Bei den Leichtathletik-Europameisterschaften 1934 in Turin wurde er Fünfter über 400 m Hürden. Über 110 m Hürden wurde er im Finale disqualifiziert.
1936 schied er bei den Olympischen Spielen in Berlin über 110 m Hürden und 400 m Hürden im Vorlauf aus.
Fünfmal wurde er Österreichischer Meister über 110 m Hürden (1933, 1935, 1936, 1938, 1941), viermal über 400 m Hürden (1933–1936) und einmal im Zehnkampf (1941).
Für den Luftwaffen Sportverein Olmütz startend wurde er 1942 deutscher Vizemeister über die 110 m Hürden.
Am 24. November 1951 heiratete er in erster Ehe in Wien.

## Persönliche Bestzeiten
- 110 m Hürden: 14,8 s, 7. Juli 1935, Wien
- 400 m Hürden: 54,8 s, 11. Juli 1936, Wien